# 신천군
신천군(信川郡)은 조선민주주의인민공화국 황해남도 중앙부에 있는 군이다. 이곳에는 한국 전쟁 때 학살당했다고 주장되고 있는 신천군 인민들과 관련된 신천박물관이 신천읍에 있다.

## 지리
동쪽으로 재령군과 맞닿아 있고, 북쪽은 안악군, 서쪽은 삼천군, 서남쪽은 태탄군, 남쪽은 벽성군과 신원군과 접한다. 평야가 발달해 있어 황해남도 곡창지대의 일부이며, 남쪽에는 멸악산맥이 뻗어 산지가 형성되어 있다.

## 역사
| Daedongyeojido (Gyujanggak) 11-05.jpg |  |
|                                       |  |

고려 시대에는 신주로 불렸고 조선 시대 초기인 1413년에 신천군으로 개칭되었다. 근대의 행정 구역 재편에서 신천군은 존치되어 1909년에 문화군을 병합했다.
한국 전쟁중인 1950년 10월부터 12월에 걸쳐 유엔군이 이곳을 점령했을 때에 다수의 주민이 학살되었다고 북한측에서 주장하지만, 실제로는 신천군 주민들내 우익세력들이 학살을 주동하여 3~4만명의 좌익계열 민간인들이 학살되었다.(신천군 사건)
1952년에는 북조선의 행정구역 재편에 따라 군의 일부가 삼천군으로 분할되었고 안악군과의 사이에 경계선을 변경하였다.

## 행정 구역
신천군은 1읍(신천읍(信川邑))과 31리(반정리(泮亭里), 원암리(猿岩里), 송오리(松梧里), 사창리(司倉里), 복우리(福隅里), 근로자리(勤勞者里), 서원리(書院里), 새길리, 월성리(月城里), 석교리(石橋里), 호암리(虎岩里), 동령리(東嶺里), 명사리(明沙里), 발산리(鉢山里), 룡당리(龍塘里), 우산리(牛山里), 새날리, 백석리(白石里), 명석리(明石里), 화산리(花産里), 룡산리(龍山里), 건산리(乾山里), 리목리(梨木里), 온천리(溫泉里), 도락리(道樂里), 랭정리(冷井里), 지남리(指南里) ,장재리(長財里), 우룡리(雨龍里), 석당리(石塘里), 청산리(靑山里))로 구성되어 있다.

## 교통
- 황해선

## 관광
- 신천온천

## 같이 보기
- 조선민주주의인민공화국의 행정 구역
- 조선민주주의인민공화국의 지리
- 노근리 양민 학살 사건
- 신천군 학살 사건